# L'Ève éternelle

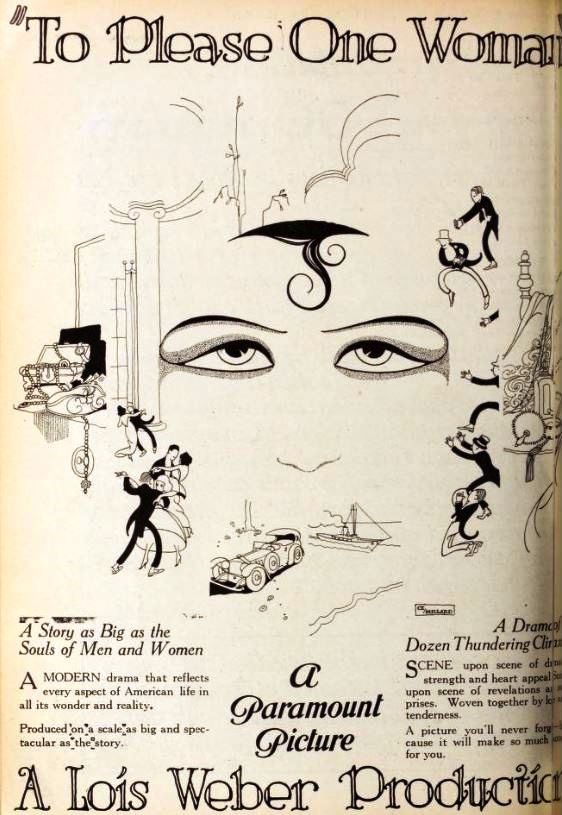
Annonce pour le film.

L'Ève éternelle (To Please One Woman) est un film américain réalisé par Lois Weber, sorti en 1920.

## Synopsis

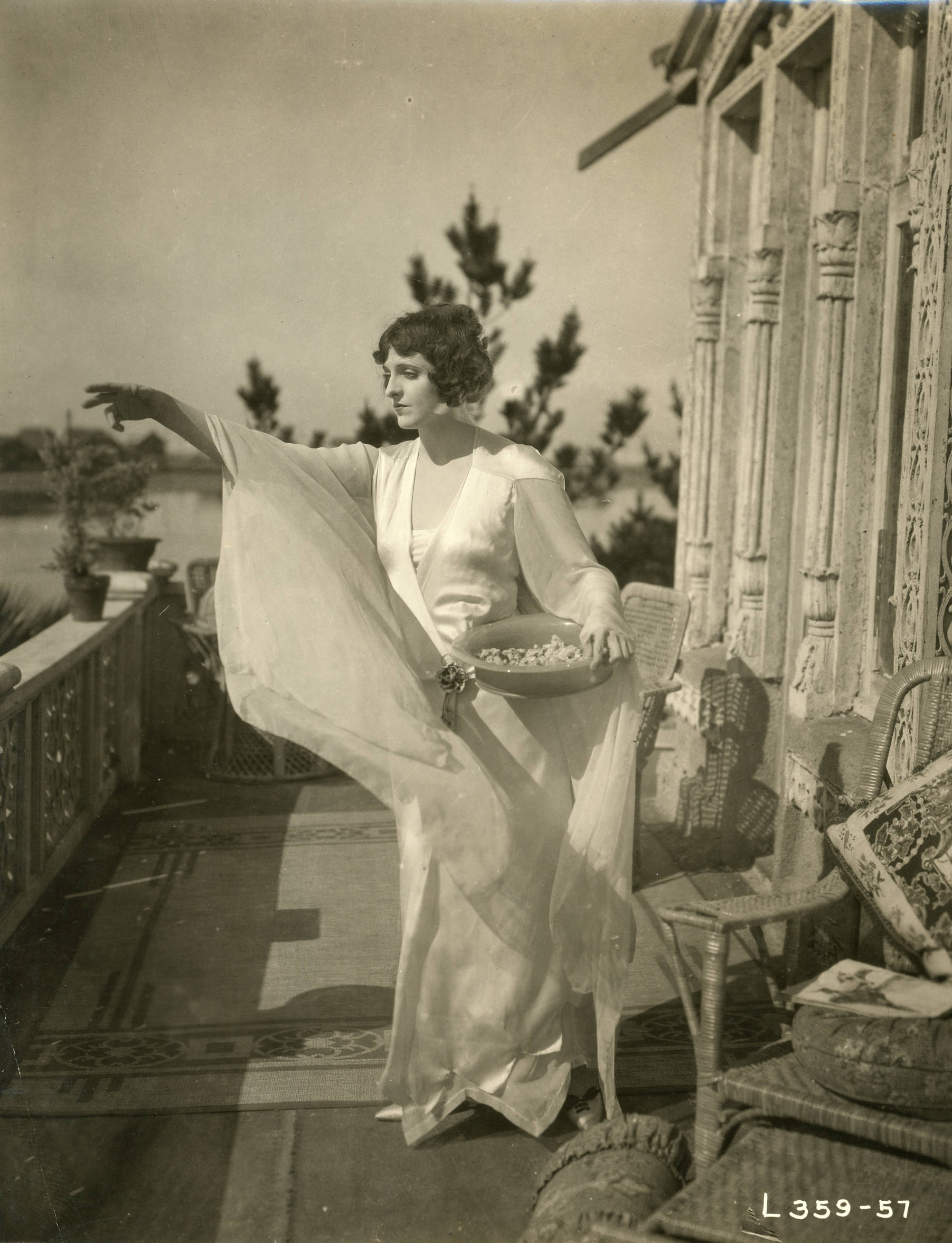
Mona Lisa dans le rôle de Leila.

En apprenant la faillite imminente de son mari, Leila, l'épouse égoïste d'un courtier de Wall Street, abandonne son mari et s'installe dans leur résidence d'été à Seagirt. Elle s'y ennuie seule, et envisage de séduire le jeune docteur John Ransome pour se divertir. Ransome est fiancé à Alice Granville, la fille la plus douce de Seagirt, et pour rompre leur romance, Leila feint d'être malade et envoie un message au domicile de Granville pour chercher le médecin. Bobby Granville, le plus jeune garçon, entend l'appel à l'aide et, bien que fiévreux, part à vélo pour aller chercher le médecin. La ruse de Leila n'est pas éventée par le Dr Ransome qui tombe amoureux d'elle. Pendant ce temps, un autre amant apparaît et Leila partage son attention entre eux deux. Le mari de Leila apparaît à l'improviste, et découvrant son infidélité, se suicide.

## Fiche technique
- Réalisation : Lois Weber
- Scénario : Lois Weber d'après une histoire de Marion Orth
- Production : 	Lois Weber
- Distributeur : Famous Players–Lasky, Paramount Pictures
- Genre : Drame[1]
- Durée : 70 minutes
- Date de sortie :
  - États-Unis : 19 décembre 1920

## Distribution

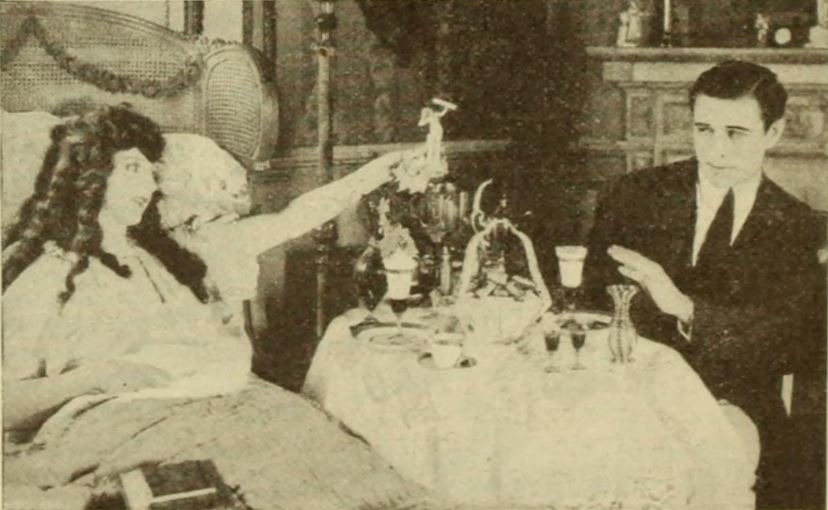
Une scène du film.

- Claire Windsor : Alice Granville
- Edith Kessler : Cecilia Granville
- George Hackathorne : Freddy
- Edmund Burns : Dr. John Ransome
- Mona Lisa : Leila
- Howard Gaye : le mari de Leila
- Lee Shumway : Lucien Wainwright
- Gordon Griffith : Bobby Granville
- Frank Coghlan Jr. (non crédité)
- Esther Ralston (non créditée)